# Agnieszka Śmieszek
Agnieszka Śmieszek – polska biolożka, lekarka weterynarii, doktor habilitowany nauk ścisłych i przyrodniczych.

## Kariera naukowa
13 grudnia 2012 roku ukończyła studia doktoranckie na kierunku nauki biologiczne na Instytucie Immunologii i Terapii Doświadczalnej im. Ludwika Hirszfelda Polskiej Akademii Nauk na podstawie pracy pt. Białka morfogenetyczne jako czynniki stabilizujące chondrocyty do przeszczepów autologicznych poprzez mechanizm autokrynnej regulacji.
Od 2013 roku zatrudniona jest w Uniwersytecie Przyrodniczy we Wrocławiu.
2 września 2021 roku uzyskała stopień doktora habilitowanego nauk ścisłych i przyrodniczych w dyscyplinie nauk biologiczych na Uniwersytecie Przyrodniczym we Wrocławiu na podstawie rozprawy pt. Badania nad metforminą jako czynnikiem modulującym aktywność proliferacyjną, żywotność i zdolność do różnicowania się komórek progenitorowych.

## Publikacje
- 2013: A studies of mechanical and structural properties on sol-gel derived coatings for metallic implants.
- 2013: Biologicznie aktywne powłoki otrzymywane metodą zol-żel na metalicznych materiałach implantacyjnych.
- 2013: Application of bone marrow and adipose-derived mesenchymal stem cells for testing the biocompatibility of metal-based biomaterials functionalized with ascorbic acid.
- 2013: Ocena odpowiedzi komórkowej na materiały hybrydowe (SiO2/TiO2), w zależności od zastosowanych prekursorów metody zol-żel.
- 2013: Wpływ materiałów tlenkowych syntezowanych metodą zol-żel na adhezję mezenchymalnych komórek macierzystych.
- 2013: Biocompatibility response and connected properties of different type of sol-gel coatings on 316L stainless steel substrate.
- 2014: Biological effects of sol-gel derived ZrO2 and SiO2/ZrO2 coatings on stainless steel surface. In vitro model using mesenchymal stem cells.
- 2014: The influence of sol-gel-derived silica coatings functionalized with betamethasone on adipose-derived stem cells (ASCs).
- 2014: The morphology, proliferation rate, and population doubling time factor of adipose-derived mesenchymal stem cultured on to non-aqueous SiO2, TiO2 and hybrid sol-gel derived oxide coating.
- 2015: Static magnetic field enhances synthesis and secretion of membrane-derived microvesicles (MVs) rich in VEGF and BMP-2 in equine adipose-derived stromal cells (EqASCs) – a new approach in veterinary regenerative medicine.
- 2015: In Vitro and In Vivo Effects of Metformin on Osteopontin Expression in Mice Adipose-Derived Multipotent Stromal Cells and Adipose Tissue.
- 2016: Potential biomedical application of enzymatically treated alginate/chitosan hydrosols in sponges-biocompatible scaffolds inducing chondrogenic differentiation of human adipose derived multipotent stromal cells.
- 2017: Chemical characterization and cytotoxicity of Enteromorpha prolifera extract obtained by enzyme-assisted extraction.
- 2017: Antioxidant and Anti-Senescence Effect of Metformin on Mouse Olfactory Ensheathing Cells (mOECs) May Be Associated with Increased Brain-Derived Neurotrophic Factor Levels-An Ex Vivo Study.
- 2017: Enhanced cytocompatibility and osteoinductive properties of sol gel-derived silica/zirconium dioxide coatings by metformin functionalization.
- 2018: Immunomodulatory Properties of Adipose-Derived Stem Cells Treated with 5-Azacytydine and Resveratrol on Peripheral Blood Mononuclear Cells and Macrophages in Metabolic Syndrome Animals.
- 2018: Metformin Promotes Osteogenic Differentiation of Adipose-Derived Stromal Cells and Exerts Pro-Osteogenic Effect Stimulating Bone Regeneration.
- 2019: 5-Azacytydine and resveratrol reverse senescence and ageing of adipose stem cells via modulation of mitochondrial dynamics and autophagy.
- 2019: Metformin Increases Proliferative Activity and Viability of Multipotent Stromal Stem Cells Isolated from Adipose Tissue Derived from Horses with Equine Metabolic Syndrome.
- 2019: Intra-Vitreal Administration of Microvesicles Derived from Human Adipose-Derived Multipotent Stromal Cells Improves Retinal Functionality in Dogs with Retinal Degeneration.

Opracowano na podstawie źródła:.